# Teófilo Tabanera
Teófilo Tabanera (Mendoza, 1909 – Mendoza, 1981) argentin mérnök, üzletember, az argentin űrkutatás egyik megteremtője. Teljes neve Theophilus Melchor Tabanera.

## Életpálya
Felsőfokú tanulmányait Buenos Airesben a National University of La Plata keretében végezte. 1936-ban szerzett mérnöki diplomát. Állami ösztöndíjjal az Amerikában és Európában folytatta képzését. Tervezőként kezdett dolgozni a Ferrocarriles Argentinos vállalatnál.
1945-ben tagja lett a Brit Bolygóközi Társaságnak és az American Society of Rockets  szervezeteknek.
1948-ban csatlakozott az Argentin Szövetségi Bolygóközi Szervezethez, ami később a Space Sciences Association of Argentina nevet kapta. Szakmai ismereteivel támogatta az argentin űrprogramot. Az állami tulajdonú gázipari vállalat, a Yacimientos Petrolíferos Fiscales (YPF) vállalat igazgatója.
1949-ben több tudós (hazai és nemzetközi) közreműködésével megalapította Sociedad Argentina Interplanetaria (SAI) szervezetet.
1950-ben Párizsban részt vett az Első Nemzetközi Asztronautikai Kongresszuson. A Nemzetközi Asztronautikai Szövetség (International Astronautical Federation, IAF) alelnökének választották, amit 30 (!) éven keresztül betöltött. Elnöke a CNIE szervezetnek.
Megalapította a polgári Comisión Nacional de Actividades Espaciales (CONAE) szervezetet, amelynek első elnöke volt. Az Instituto de Investigaciones katonai Aeronáuticasy Espaciales Córdoba szervezetekkel kifejlesztették az argentin hordozórakétát.
1961-ben Argentína kormánya elindította űrprogramját, hogy az Amerikai Egyesült Államok, Szovjetunió, Franciaország, Kanada és Nagy-Britannia után 6. nemzet legyen, aki önálló űrobjektumot juttat a világűrbe.
1961. február 2-án a Pampa de Achala (Córdoba) katonai bázisról, 2170 méter tengerszint feletti magasságból sikeresen elindították az első Alpha Centauri (APEX A1–02) felső légkör kutató rakétát. Egy fokozatú, szilárd hajtóanyagú (nitrocellulóz + nitroglicerin) rakéta. Hossza 270, átmérője 9,4 centiméter, tömege 28, műszerezettsége 3,3 kilogramm. Repülési magasság 20 kilométer volt. A rakéta aerodinamikai stabilizációt kapott, a 4 trapéz szárnyfesztávolsága 500 mm. Az Alpha Centauri komplex felügyeli rendszere (elektronikája) képes volt ellenőrizni működését, Telemetriája az összegyűjtött információk lejátszani a földi vevőállomásra.  A műszercsomag hagyományos – ejtőernyős leereszkedés – módon visszatért a Földre. Az eredményes repülés nagy siker volt Latin-Amerikában. Argentína csatlakozott az önálló hordozóeszközzel rendelkező nemzetekhez.

## Írásai
Latin-Amerika egyetlen írója űrkutatási témakörökben. 
- 1930-ban a Mendoza című magazinban megjelent írása La Luna nos esta Esperando (A hold vár ránk) címmel.
- 1931-ben megalapította a Science Fiction közérdekű technikai magazint. Az űrkutatással kapcsolatban tíz éven keresztül jelentek meg írásai
- 1951-ben megjelent Que es la Astronautica? (Mi az űrhajózás?) című munkája, amely bestseller lett.
- 1979-ben megjelent az utolsó könyve Argentina ante el Reto del tercer milenio (Argentína szembesül a harmadik évezred kihívásával).